# Smeaton
Smeaton es un pueblo canadiense situado en la provincia de Saskatchewan.

## Superficie
Smeaton tiene una superficie de 1,46 km².

## Demografía
En 2021, tenía 163 habitantes, una densidad poblacional de 111,4 hab./km², y 81 viviendas.